# John Nelson (ciclista)
John "Johnny" Nelson  (1878 - Nova York, 9 de setembre de 1901) fou un ciclista estatunidenc. Es va dedicar al ciclisme en pista, on va aconseguir una medalla d'or en mig fons amateur al Campionat del món de 1899.
Va morir a conseqüències de les ferides d'una caiguda en una competició.

## Palmarès
- 1899
  -  Campió del Món amateur de Mig fons